# Limahon
Lin Feng (en chino simplificado: 林风; en chino tradicional: 林风; en pinyin: Lin Feng; Pe̍h-ōe-jī: Lim-Kong) (siglo XVI, Jaoping, prefectura de Chaozhou, provincia de Cantón, China - ¿1575?), pirata y señor de la guerra chino, conocido en Occidente sobre todo por invadir con una flota de 62 embarcaciones y alrededor de 3.000 tripulantes el norte de Filipinas en 1574, cuando el archipiélago había sido conquistado recientemente por los españoles. Conocido en castellano como Limahon, también se le encuentra reseñado como Li Ma Hong, Li-Mahon, Lima-hong, Limahong, Lim Ah Hong, Hong Lim y otras variaciones. 

## Biografía
De orígenes humildes, construyó inicialmente su reputación operando como pirata en el estrecho de Taiwán, desde donde desplegaba sus constantes ataques a los puertos de Cantón, Fujian y el sur de China. Sus acciones pusieron en entredicho el dominio de la zona por parte del emperador Wanli de la dinastía Ming, quien envió poderosas expediciones navales a perseguirlo u ofrecerle una rendición ventajosa. 
Limahon es sobre todo conocido por intentar dos veces, sin éxito, tomar la ciudad española de Manila en la batalla homónima de 1574. Este ataque fue uno de los mayores trances sufridos por los conquistadores hispanos durante la primera fase de su asentamiento en el archipiélago y es considerado por algunas fuentes como un punto de inflexión en la historia local.
Tras sus ataques fallidos, Limahon se fortificó en Pangasinan, hasta donde fueron a atacarlo los españoles capitaneados por Juan de Salcedo. Allí el líder pirata se escabulló del cerco, dejando atrás a muchos de sus hombres, que fueron derrotados por los españoles. Limahon se fugó el 3 de agosto de 1575, con lo que se le pierde la pista.

## Limahon y las relaciones entre España y China
Después de su desaparición, llegaron a las colonias españolas dos expediciones imperiales chinas en búsqueda del pirata. La de Wang Wanggao (王望高 registrado como «Omoncon» y bajo otras grafías similares en los textos españoles) apareció primero en Pangasinan, desde donde Salcedo le hizo compañía hasta Manila. A su regreso a la costa del continente, llevó la primera embajada oficial española de Filipinas que se presentó ante las autoridades chinas. Estos intercambios, inicialmente prometedores para los españoles, que deseaban una factoría en la costa de China al estilo de la que tenían los portugueses en Macao, estuvieron rodeados finalmente de diversas fricciones o malentendidos culturales que culminaron en distanciamientos e incidentes, como el abandono en una isla de dos frailes enviados como embajadores con una expedición imperial que regresaba a China.

## Curiosidades
- Existe un monumento a Limahong en el puerto del barangay Lucap en Alaminos de Pangasinán.[5]
- Ferdinand Marcos, anterior presidente de Filipinas, decía ser descendiente de Limahon.[6][7]